# Poisoned Paradise
Pour plus de détails, voir Fiche technique et Distribution.
Poisoned Paradise est un film américain réalisé par Louis Gasnier, sorti en 1924.

## Fiche technique
- Titre : Poisoned Paradise
- Réalisation : Louis Gasnier
- Scénario : Waldemar Young d'après le roman de Robert William Service
- Photographie : Karl Struss
- Pays d'origine : États-Unis
- Format : Noir et blanc - 1,33:1 - Film muet
- Genre : drame
- Date de sortie : 1924

## Distribution
- Kenneth Harlan : Hugh Kildair / Gilbert Kildair
- Clara Bow : Margot LeBlanc
- Carmel Myers : Mme Belmire
- Raymond Griffith : Martel alias The Rat
- Barbara Tennant : Mme Kildair
- Josef Swickard : Professeur Durand
- George Beranger : Krantz
- Evelyn Selbie : Madame Tranquille
- Victor Varconi : Dr Bergius